# زورق‌آرواره
زورق‌آرواره (نام علمی: Scaphognathus) نام یک سرده از راسته پتروسور است.